# Kyoto (Lied)
Kyoto ist ein Lied des US-amerikanischen Electro-, Dubstep- und Brostep-Produzenten Skrillex. Es ist der sechste Track seiner EP Bangarang und der zweite Titel des Albums mit Rap von Sirah. Der Stil des Stücks ist vor allem Dubstep und House mit Einflüssen von Hip-Hop und Metal. Das Lied erreichte unter anderem in den USA (Platz 74) und in Kanada (Platz 59) die Charts. Der Text des Liedes wiederholt sich immer wieder.

## Kritik
Das Lied wurde von den Kritikern oft negativ bewertet. Hier einige Kommentare:

“Skrillex’s lack of progression means there’s a distinct sense of déjà vu among its seven tracks, particularly on the relentless, scattershot bleeps, chopped-up vocal hooks, and repetitive loops of opener ‘Right In’ and the rap-metal fusion of ‘Kyoto’”

„Die fehlende Entwicklung bei Skrillex führt zu einem deutlichen Déja-vu-Gefühl innerhalb der sieben Stücke, besonders bei den unablässig eingestreuten Pieptönen, den zerhackten Vocal Hooks und den monotonen Loops des Openers ‚Right In‘ und der Rap-Metal-Fusion bei ‚Kyoto‘“

“The bland ‘Kyoto’ is reminiscent of every other average electro-dance song, and it fails to show the genius of its creator”

„Das öde ‚Kyoto‘ klingt wie der Durchschnitts-Electro-Dance-Song und lässt das Genie seines Erschaffers nicht aufscheinen“

“The other prominent failure is ‘Kyoto,’ featuring Sirah. The track is a bass-heavy rap-rock track with an irrelevant verse from Sirah. Even Linkin Park moved on from their rap-rock days.”

„Der andere auffällige Fehlschlag ist ‚Kyoto‘ featuring Sirah. Das Stück ist ein Bass-lastiger Rap-Rock-Track mit einem bedeutungslosen Text von Sirah. Sogar Linkin Park haben ihre Rap-Rock-Tage hinter sich gelassen.“

## Kommerzieller Erfolg

### Chartplatzierungen
| ChartsChartplatzierungen     | Höchstplatzierung | Wochen |
| ---------------------------- | ----------------- | ------ |
| Vereinigtes Königreich (OCC) | 74 (4 Wo.)        | 4      |

### Auszeichnungen für Musikverkäufe
| Land/Region               | Auszeichnungen für Musikverkäufe (Land/Region, Auszeichnung, Verkäufe) | Verkäufe  |
| ------------------------- | ---------------------------------------------------------------------- | --------- |
| Australien (ARIA)         | Platin                                                                 | 70.000    |
| Neuseeland (RMNZ)         | Gold                                                                   | 7.500     |
| Vereinigte Staaten (RIAA) | Platin                                                                 | 1.000.000 |
| Insgesamt                 | 1× Gold · 2× Platin ·                                                  | 1.077.500 |